# Ulster Museum

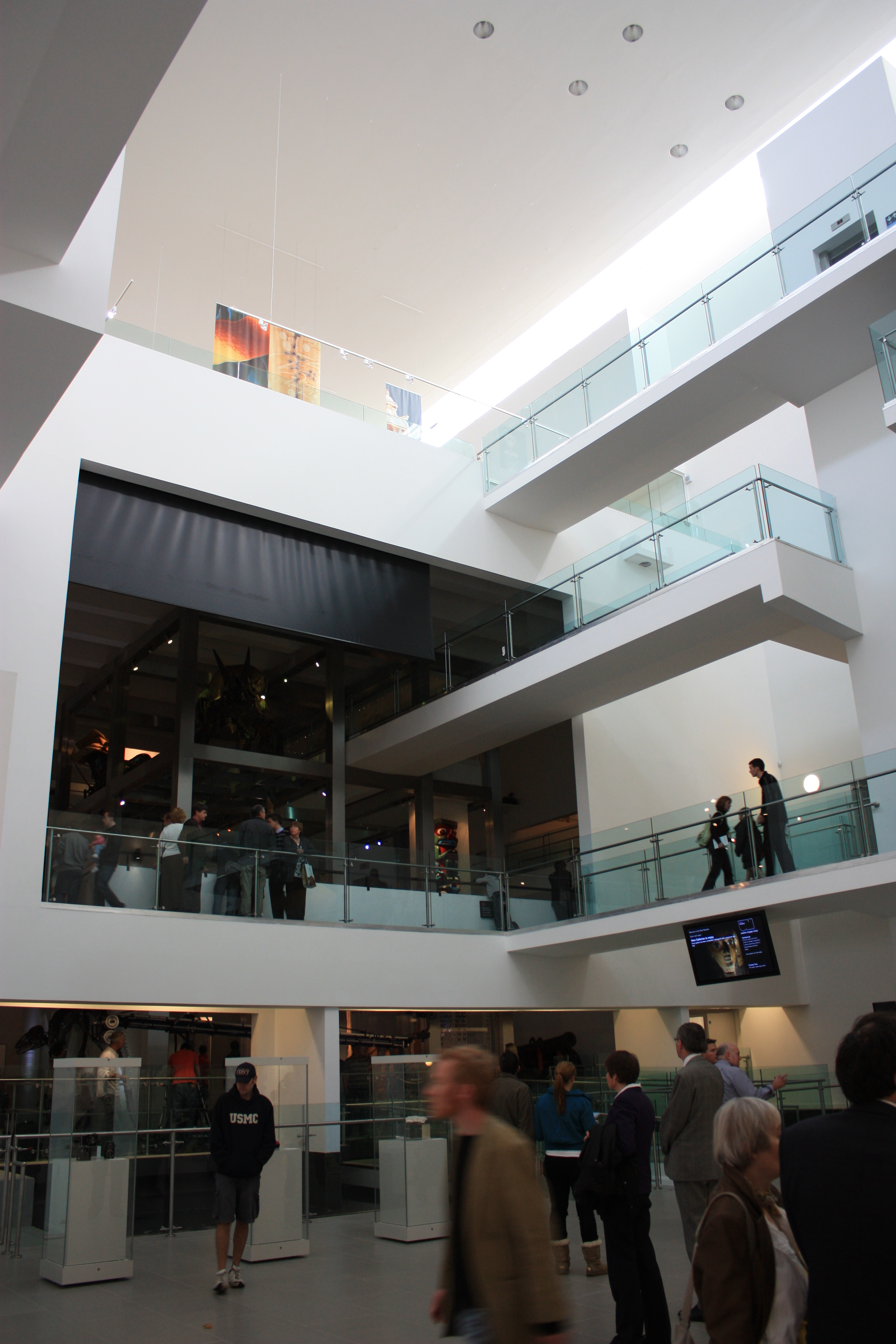
La sala principale dell'Ulster Museum, alla riapertura dopo la ristrutturazione nell'ottobre 2009

L'Ulster Museum è un museo generalista di Belfast, in Irlanda del Nord, fondato all'inizio del XIX secolo. Si trova nel cuore del giardino botanico della città.

## Storia
Il museo è stato fondato nel 1821 dalla Belfast Natural History Society e aperto al pubblico nel 1833. La sua galleria d'arte è stata aperta nel 1890. Il museo si è trasferito nella sede attuale nel 1929 e il suo nuovo edificio è stato progettato da James Cumming Wynne. Tra il 1962 e il 1964 è stata effettuata un'importante espansione. Questo nuovo edificio è di stile brutalista.
Dagli anni '40, il museo ha raccolto un'interessante collezione di opere di artisti irlandesi moderni.
Nel 1998, l'Ulster Museum, che comprende già l'Armagh County Museum, si è fuso con l'Ulster Folk and Transport Museum e l'Ulster-American Folk Park per formare i "National Museums and Galleries of Northern Ireland" (MAGNI).

## Collezioni
Il museo dispone di 8.000 m² di sale in cui sono esposti pezzi delle diverse collezioni. Le sue collezioni coprono le belle arti, arti applicate, archeologia, etnografia, storia locale, numismatica, archeologia industriale ma anche storia naturale con botanica, zoologia e geologia.
Nel campo della storia naturale, il museo conserva importanti collezioni di uccelli, mammiferi originari dell'Irlanda, insetti, molluschi, invertebrati marini, piante fiorite, alghe e licheni. Ha anche una collezione di rocce, minerali e fossili. La sua biblioteca comprende opere e manoscritti relativi alla storia naturale dell'Irlanda.

## Dipinti e sculture
Il museo espone opere di:
- Jean Dubuffet
- Morris Louis
- Anthony Caro
- Karel Appel
- Francis Bacon
- Joseph Beuys
- Eduardo Paolozzi
- Jean-Robert Ipoustéguy
- Henri Laurens